# Панас, Иван Онуфриевич
Иван Онуфриевич Панас (26 ноября (8 декабря) 1890, Поддубицы, уезд Рава Русская — 1980, Прага, Чехословакия) — галицко-русский историк-славист, филолог-классик, педагог, публицист и общественный деятель.

## Биография
Иван Онуфриевич Панас родился 26 ноября (8 декабря) 1890 года в селе Поддубицы уезда Рава Русская (Галиция) в семье дьяка Онуфрия Романовича Панаса и крестьянки Матроны Константиновны (в девичестве Крыса). Он был крещён 11 декабря 1890 года в церкви Покрова святой Девы Марии.
С ранних лет он проявил интерес к языкам, особенно к древним, и с отличием окончил немецкую гимназию во Львове в 1911 году. В 1911 году он поступил на историко-филологический факультет Львовского университета, но уже через семестр перевёлся в Венский университет, где проучился три семестра.
В 1915 году, в связи с Первой мировой войной, Панас оказался в Ростове-на-Дону в статусе беженца. В том же году он поступил на классическое отделение историко-филологического факультета Варшавского университета, эвакуированного в Ростов-на-Дону. В университете он изучал классическую филологию под руководством профессора Анатолия Фёдоровича Семёнова, который стал его научным наставником.
В 1917 году Панас с отличием окончил университет, защитив кандидатскую диссертацию на тему «Aeschili Prometheum vinctum esse fabulam post correctam» («О подлинности драмы Эсхила „Прикованный Прометей“»), которая была признана удовлетворительной. 14 августа 1918 года он получил степень кандидата филологических наук и был оставлен при университете для подготовки к профессорскому званию. В этот период он также работал преподавателем в 1-й мужской гимназии и директором женской гимназии в Ростове-на-Дону, а также состоял членом-экзаменатором Испытательной комиссии при Донском отделе народного просвещения.
В 1920 году Панас представил отчёт о своих научных занятиях, получив положительные отзывы от профессоров, и был оставлен в университете ещё на год. В начале 1921 года он был принят в штат университета преподавателем кафедры греческой филологии. Однако в связи с изменениями в структуре университета, вызванными «пролетаризацией» и «советизацией», Панас потерял возможность преподавать классические дисциплины и был вынужден искать новое место работы.
В 1921 году Панас был назначен доцентом кафедры греческой филологии Варшавского университета, однако вскоре, из-за сокращения преподавания древних языков, ему было поручено читать курс «Введение в языковедение». Не видя перспектив для дальнейшей научной деятельности в условиях послереволюционной России, Панас в 1921 году получил разрешение на выезд в Галицию, а затем перебрался в Прагу, где при поддержке чехословацкого правительства начал преподавать в Карловом университете.
В Праге Панас активно занимался научной и общественной деятельностью. В 1925 году он опубликовал очерк «Современная Чехословакия», в котором осветил различные аспекты жизни новой славянской республики. Он также участвовал в международных конгрессах русских учёных, выступал с публичными лекциями и организовал издательство «Единство», целью которого было продвижение идеи национально-культурного единства всех ветвей русского народа.
В 1931 году Панас опубликовал статью, посвящённую академику Евфимию Фёдоровичу Карскому, в которой подчеркнул значимость его трудов по изучению белорусского наречия и культуры.
Во время Второй мировой войны Панас был арестован гестапо, но после освобождения Праги советской армией вернулся к преподавательской деятельности. С 1951 по 1959 год он работал в Пражском политехническом институте, где заведовал русским отделением кафедры языков.
Иван Онуфриевич Панас скончался в 1980 году в Праге и был похоронен на православном участке Ольшанского кладбища. Могила не сохранилась.